# Dialogcentret
Dialogcentret var en fælleskirkelig og privat medlemsorganisation, som mente at hjælpe mennesker til at træffe kvalificerede valg i religiøse spørgsmål og hjælpe folk, der er kommet i vanskeligheder i sekteriske organisationer. Dialogcentret var en missionsorganisation, der arbejdede for kristen apologetik.
Organisationen ophørte sit virke den 2. april 2011.
Dialogcentret i Danmark var del af et internationalt netværk, Dialog Center International (DCI), af ligesindede i Europa – især i Storbritannien, Irland, Tyskland og Rusland.[kilde mangler]
Dialogcentret anså sig selv som fortalere for engageret samtale mellem religiøse holdninger i modsætning til blot udveksling af meninger og synspunkter.
Dialogcentrets søgte at: 
- hjælpe folk, der var religiøst udfordrede, for eksempel ved at de var på vej ind i eller ud af en sekterisk gruppe eller kendte nogen, der var.
- forske i sekterisme, nyåndelighed og nye religiøse grupper.
- formidle kritisk information om disse fænomener.

Medlemsbladet Den Nye Dialog beskrev sit indhold som "Information og debat om nye religioner og nye religiøse bevægelser". Desuden drev de forlagsvirksomheden Dialogcentrets Forlag.

## Historie
Dialogcentret hidrørte fra en teologisk studiekreds fra cirka 1973 samlet af professor dr.theol. Johannes Aagaard under Det økumeniske Center i Århus.
Først i 1980'erne blev Dialogcentret en formel organisation med bestyrelse og generalforsamling. Johannes Aagaard var bestyrelsesformand og daglig leder indtil 2003. Derefter blev cand.theol. Svend Erik Erasmi Jacobsen bestyrelsesformand og officielt daglig leder indtil 2004, hvor cand.theol. og cand.mag. i idéhistorie Jens Linderoth blev bestyrelsesformand og daglig leder.
Dialogcentret nåede sit højdepunkt i indflydelse og medlemstal i slutningen af 1980'erne, hvor centret var med til at få medierne til at forholde sig kritisk til Moon-bevægelsen, Scientology og diverse yoga-kulter. Scientology førte efterfølgende flere retssager mod Dialogcentret, uden dog at vinde nogen af dem.[kilde mangler]
Samtidig voksede kritikken af Dialogcentrets og Johannes Aagaards stil. Flere mente, at Dialogcentret selv havde sekteriske træk, og at medarbejdere og medlemmer behandlede Aagaard som en slags profet eller guru.[kilde mangler] Samtidig forsøgte Dialogcentret at være i positiv dialog med alternative, religiøse grupper, for eksempel gennem projektet A Buddhist Christian Dialog (ABCD), og Dialogcentret anbefalede, at de tibetanske buddhister i Danmark blev anerkendt af myndighederne som trossamfund.[kilde mangler]
Kritikken kulminerede i 1992-1993, da et indre opgør endte i en splittelse af Dialogcentret. En gruppe ønskede at afsætte Johannes Aagaard som formand,[kilde mangler] og da generalforsamlingen i 2003 vedtog at beholde Aagaard som leder, dannedes Informations- og samtaleforum for Kristendom og Ny Religiøsitet, IKON, i protest mod Johannes Aagaards ledelsesstil.[kilde mangler]
Gennem 1990'erne medførte IKON-bruddet et tab af prestige for Dialogcentret i kirkelige kredse og et tab af medlemmer og medarbejdere.[kilde mangler] Til gengæld konsoliderede Dialogcentret både et akademisk netværk i kraft af Aagaards professorat på Teologisk Fakultet på Aarhus Universitet og et internationalt netværk, Dialog Center International, hvor Aagaard var "president" og mentor.[kilde mangler] Vicepræsidenter i DCI var Christian Szurko i Storbritannien, Thomas Gandow i Tyskland og Alexander Dvorkin i Rusland.
En slags arbejdsdeling udviklede sig mellem Dialogcentret og IKON, idet IKON mest tog sig af venlig dialog i sjælesørgerisk sammenhæng over for mennesker i for eksempel new age-miljøet, mens Dialogcentret primært tog sig af den hårde sekterisme i for eksempel Scientology, men også satanisme og den såkaldte fremgangsteologi (Trosbevægelsen) og grupper, som man mente var præget heraf som for eksempel Faderhuset i København og Evangelist på Nordsjælland og i Jylland.[kilde mangler]
Fra 2003 overtog en ung medarbejderkreds omkring Jens Linderoth den daglige ledelse efter Aagaard. Den nye ledelse ønskede at fortsætte Aagaards linje.

## Kontroverser
Dialogcentret arbejdede ud fra et erklæret konfessionelt grundlag, hvilket har vakt skepsis overfor kvaliteten af centrets virke.[kilde mangler] Kritikere mente, at hvis mennesker skal myndiggøres til kvalificerede valg, må de nødvendigvis udstyres med relevant, faktuel og objektiv viden, hvilket blokeredes af Dialogcentrets konfessionelle, kristne grundlag.[kilde mangler] Derfor er Dialogcentret blevet kaldt "Monologcentret" af bl.a. af Scientology og den okkulte tænker og forfatter Erwin Neutzsky-Wulff.[kilde mangler] Selv hævdede Dialogcentret, at neutralitet og objektivitet i religiøse spørgsmål er umulig.[kilde mangler]
Dialogcentret anså ikke sig selv som en "counter-cult"-gruppe, da de ikke ønskede at gøre alle til kristne, at omvende eksempelvis buddhister til kristendommen eller forbyde kontroversielle grupper såsom Scientology.[kilde mangler] De søger at sprede kritisk, men saglig information om grupper såsom Scientology, Moon-bevægelsen, Evangelist, Faderhuset og yoga-skolen Natha, som af dem betragtes som manipulerende, fanatiske og totalitære.[kilde mangler]
Dialogcentret opfattede påstande om neutralitet i religiøse spørgsmål som illusoriske.[kilde mangler] De vedgår at være en religiøs organisation, der går ud fra at Gud og den religiøse dimension findes.[kilde mangler]
Dialogcentret forholdt sig kritisk til de dele af religionssociologien, der ser alle religiøse tanker og grupper som lige gyldige og derfor lige gode – og samtidig forsvarer minoritetsgrupper over for majoritetens magtdiskurs.[kilde mangler] Det har flere gange medført et modsætningsforhold mellem Dialogcentret og religionsforskere som Mikael Rothstein og Tim Jensen.[kilde mangler]